# Comuna Armășești, Ialomița
Armășești este o comună în județul Ialomița, Muntenia, România, formată din satele Armășești (reședința), Malu Roșu și Nenișori.

## Așezare
Comuna se află în partea nord-vestică a județului, lângă Urziceni, pe malurile Săratei, în aval de balta Ratca. Pe lângă localitățile comunei trece șoseaua națională DN1D ce leagă acest oraș de Ploiești, șosea de care este legată printr-un drum comunal, drum ce duce și la gara Armășești, ce constituie un nod feroviar secundar, la ea intersectându-se liniile ce vin de la București și Ploiești, și duc către Urziceni.

## Demografie
Componența etnică a comunei Armășești
     Români (90,38%)
     Alte etnii (0,16%)
     Necunoscută (9,46%)
Componența confesională a comunei Armășești
     Ortodocși (89,79%)
     Alte religii (0,7%)
     Necunoscută (9,51%)
Conform recensământului efectuat în 2021, populația comunei Armășești se ridică la 1.861 de locuitori, în scădere față de recensământul anterior din 2011, când fuseseră înregistrați 2.368 de locuitori. Majoritatea locuitorilor sunt români (90,38%), iar pentru 9,46% nu se cunoaște apartenența etnică. Din punct de vedere confesional, majoritatea locuitorilor sunt ortodocși (89,79%), iar pentru 9,51% nu se cunoaște apartenența confesională.

## Politică și administrație
Comuna Armășești este administrată de un primar și un consiliu local compus din 11 consilieri. Primarul, Marius Carpen[*], de la Partidul Social Democrat, este în funcție din 2012. Începând cu alegerile locale din 2024, consiliul local are următoarea componență pe partide politice:
|  | Partid                          | Consilieri | Componența Consiliului | Componența Consiliului | Componența Consiliului | Componența Consiliului | Componența Consiliului | Componența Consiliului | Componența Consiliului | Componența Consiliului |
|  | ------------------------------- | ---------- | ---------------------- | ---------------------- | ---------------------- | ---------------------- | ---------------------- | ---------------------- | ---------------------- | ---------------------- |
|  | Partidul Social Democrat        | 8          |                        |                        |                        |                        |                        |                        |                        |                        |
|  | Alianța Dreapta Unită           | 2          |                        |                        |                        |                        |                        |                        |                        |                        |
|  | Alianța pentru Unirea Românilor | 1          |                        |                        |                        |                        |                        |                        |                        |                        |

## Istorie
La sfârșitul secolului al XIX-lea, comuna făcea parte din plasa Câmpul a județului Ialomița și era formată din satele Armășești și Rădulești și cătunul Cacaleți, cu o populație de 1374 de locuitori. În comună funcționau două biserici, două școli primare mixte (una la Armășești și una la Rădulești), precum și o școală de meserii și agricultură și un spital, ambele înființate după 1888 din fondurile lăsate prin testament de proprietarul moșiei Armășești-Nenișori, I. Zosima.
În 1925, comuna este consemnată în plasa Urziceni a aceluiași județ, având în compunere satele Armășești și Rădulești cu o populație de 1946 de locuitori. Satul Rădulești s-a separat în 1931 și a format de atunci comuna Rădulești, comuna Armășești rămânând cu satele Armășești și Cacalete.
În 1950, comuna Armășești a trecut în administrarea raionului Urziceni din regiunea Ialomița și apoi (după 1952) din regiunea București. Satul Cacaleți a fost rebotezat în 1964 Nenișori. În 1968, comunei i-au fost alipite și comunele vecine Bărbulești și Malu Roșu (noul nume al comunei Rădulești, desprinsă în 1931) și a fost arondată județului Ilfov. În 1981, o reorganizare administrativă regională a dus la transferarea comunei înapoi la județul Ialomița. Satul Bărbulești s-a separat din nou de comună în 2006, comuna rămânând atunci în componența actuală.

## Monumente istorice
În comuna Armășești se află școala agricolă „Iordache Zossima” din satul Armășești, construită în 1887, și biserica „Sfântul Gheorghe” aflată lângă ea și datând din 1778 (cu transformări în 1859), clasificate ca monumente istorice de arhitectură de interes național. În afara acestora, în comună mai sunt două alte obiective incluse în lista monumentelor istorice din județul Ialomița ca monumente de interes local, ambele clasificate ca monumente de arhitectură — primăria construită în 1882 și spitalul construit în 1925.